# Bitwa pod Castillon
Bitwa pod Castillon – ostatnia z bitew stoczonych pomiędzy Francuzami i Bretończykami a Anglikami podczas wojny stuletniej. Była to pierwsza bitwa w europejskiej historii, podczas której decydujące znaczenie miała artyleria.

## Przygotowania
Po zajęciu przez Francuzów Bordeaux w roku 1451, wszystko wskazywało na to, że wojna stuletnia zbliża się do końca, tymczasem mieszkańcy miasta - po trzech stuleciach panowania angielskiego uważający się za Anglików – wezwali króla Henryka VI na pomoc.
17 października 1452 John Talbot, 1. earl Shrewsbury wylądował w okolicach Bordeaux na czele 3000 konnicy i łuczników. Mieszczanie z Bordeaux, którzy właśnie wypędzili garnizon "francuskich okupantów", z radością otwarli bramy przed Anglikami. Większość Gaskonii poszła za przykładem Bordeaux, uznając Anglię za swoją ojczyznę.
Tymczasem we Francji, w czasie zimowych miesięcy, Karol VII zbierał i szkolił swą armię, gotując się do ostatecznej rozprawy. Wiosną w stronę Bordeaux trzema różnymi drogami ruszyły trzy kolumny wojsk.
Shrewsbury otrzymał 3000 posiłków, ale wciąż miał za mało wojska, by zatrzymać Francuzów na granicy Gaskonii. Gdy pierwsza z francuskich kolumn dotarła do miejscowości Castillon i rozpoczęła oblężenie, Shrewsbury porzucił swój dotychczasowy plan i (odpowiadając na prośbę komendanta miasta) ruszył na pomoc. Francuski wódz, Jean Bureau, w obawie przed cieszącym się sławą niezwyciężonego Talbotem, kazał swym ludziom otoczyć obóz rowem i palisadą, a na parapetach ustawić 300 posiadanych dział. Było to o tyle dziwne, że Francuzi mieli ogromną przewagę w ludziach.

## Bitwa
Shrewsbury podszedł pod obóz francuski 17 lipca 1453 na czele 1 300 konnych i – bez czekania na wsparcie podążającej za nim piechoty – uderzył. Najpierw wyparł z lasku przed obozem bliską liczebnie jego własnym siłom milicję, tzw. francs-archers, co bardzo wzmocniło morale w angielskich szeregach.
Na kilka godzin przed tym wstępnym starciem goniec z miasta poinformował dowódców idącej w ślad za Talbotem piechoty (maszerowała całą noc starając się dogonić konnicę), że armia francuska jest w odwrocie i że setki jeźdźców uciekają z obozu. Z wież miejskich widziano wielką chmurę kurzu oddalającą się na południe. Na nieszczęście dla Talbota byli to jedynie maruderzy, którym kazano opuścić obóz przed spodziewanym atakiem Anglików.
Shrewsbury uformował szyk bojowy i zaatakował obóz, przekonując się poniewczasie, że na wałach stoją tysiące zbrojnych i setki dział. Anglicy uderzyli, przechodząc rów, ale tuż za nim natknęli się na strumień, który dodatkowo wzmocnił obóz, a na dodatek stojący na wałach Francuzi rozpoczęli zmasowany ostrzał z armat, kusz i łuków. W chwilę później na placu boju zjawiła się kawaleria bretońska, uderzając na zmieszane szyki Anglików, do których właśnie dołączyła spóźniona piechota. Ci rzucili się do ucieczki ścigani przez całą armię francuską.
W trakcie ucieczki koń Talbota został trafiony kulą armatnią i padł przygniatając jeźdźca. Po jakimś czasie jeden z francuskich milicjantów rozpoznał go i zabił uderzeniem topora. 
W związku z chorobą umysłową Henryka VI i rozpoczynającą się właśnie w Anglii wojną Dwóch Róż Anglicy nie mogli dalej walczyć o tron Francji i wycofali się z kontynentu na zawsze (z wyjątkiem Calais do roku 1558).